# 班德瑞
班德瑞爵士 (Sir Frederick Samuel August Bourne CMG ，1854年—1940年) ，是一位來自英国的法官、外交官和植物学家，曾任英國在華最高法院助理法官和英租威海卫高等法院法官。

## 生平
班德瑞18岁时开始在英國陸軍部任職，當時他是一位文员。 
1876年2月14日，班德瑞考入英國外交部并于1876年3月10日出任通譯生。
班德瑞後來前往广州、重庆、芜湖和淡水等地任職。在重庆任職期间，他前往四川、云南、广西和贵州等地旅行，時間為期半年。班德瑞在中国期間還收集了中國各地的植物样本。1885年至1886年期間前往北圻邊界探險。1896年至1897年間又帶領布萊克本商會調查團前往中國西南各省考察。
1898年，班德瑞出任英國在華最高法院法官（大英按察使司衙門副臬使）。 
1904年，班德瑞兼任英租威海卫高等法院法官。 
1909年，他被授予聖米迦勒及聖喬治勳章。
1916年，班德瑞退休回國。